# Budcat Creations
Budcat Creations era una software house statunitense con sede ad Iowa City, nata nel 2000 come filiale della Activision. Fra i titoli sviluppati dall'azienda si possono citare in Guitar Hero III: Legends of Rock, Psychonauts, la serie Madden NFL, NASCAR Thunder, la serie NHL Hockey e FIFA Manager. La Budcat ha inoltre collaborato con la Majesco Entertainment, l'Electronic Arts e la stessa Activision nella realizzazione di molti titoli, prima di essere rilevata dalla Activision Blizzard il 10 novembre 2008. Successivamente la Budcat è stata chiusa il 16 novembre 2010.